# Chris Dodd
Christopher John Dodd, detto Chris (Willimantic, 27 maggio 1944), è un politico statunitense, senatore per lo stato del Connecticut dal 1981 al 2011 ed in precedenza membro della Camera dei Rappresentanti dal 1975 al 1981. Membro del Partito Democratico, Dodd ha inoltre ricoperto la carica di presidente del Comitato Nazionale Democratico dal 1995 al 1997.

## Biografia
Dal padre Thomas J. Dodd (che fu senatore dal 1959 al 1971) ereditò la passione politica e l'affiliazione al Partito Democratico. Cattolico, studiò tra i gesuiti e nel 1966 si laureò in letteratura inglese per poi lavorare in un'organizzazione pacifista della Repubblica Dominicana dal 1967 al 1968; dal 1969 al 1975 fu comunque arruolato nell'esercito statunitense.
Nel 1970 si è sposato con Susan Mooney da cui però ha divorziato nel 1982 per convolare a seconde nozze con Jackie Marie Clegg. È padrino dell'attrice e cantante Christy Carlson Romano e fratello del professore ed ambasciatore Thomas J. Dodd, Jr.
La sua carriera politica cominciò nel 1974, quando il Partito Democratico lo candidò con successo alla Camera dei Rappresentanti. Fu deputato fino al 1981, anno in cui entrò nel Senato come rappresentante del Connecticut: finora, ha sempre riconfermato il suo seggio in tutte le elezioni di medio termine. Dal 1995 al 1997 è stato il segretario del Partito Democratico, dal 2001 al 2003 ha guidato la commissione parlamentare per le norme amministrative e dal 2007 presiede la commissione urbanistica.
Nel 2004 rifiutò di candidarsi sia alla presidenza del gruppo parlamentare minoritario al Senato sia alle primarie presidenziali democratiche mentre nel 2006 avrebbe voluto candidarsi come governatore del Connecticut ma per esigenze di partito rinunciò al suo intento. Nello stesso anno sostenne di voler appoggiare l'amico Joe Lieberman alle primarie locali per il Senato: anche quando Lieberman venne sconfitto da Ned Lamont, l'appoggio di Dodd per lui non venne mai meno.
Christopher Dodd viene considerato un politico di sinistra moderata e la sua caratteristica principale è quella di essere molto rispettoso dei paesi dell'America Latina: è infatti contrario ad ogni politica "interventista" in quella zona e non ha appoggiato le scelte fatte da vari presidenti repubblicani (Ronald Reagan, George H. W. Bush e George W. Bush) di neutralizzare o indebolire vari uomini politici ostili agli USA come Daniel Ortega, Manuel Noriega ed Hugo Chávez.
Il 22 dicembre del 2006 annunciò la sua candidatura alle primarie democratiche che avrebbero scelto ufficialmente il candidato del "partito dell'asino" alle elezioni del 2008; formalmente, tuttavia, le pratiche burocratiche relative alla sua iscrizione nel registro dei candidati si conclusero il 19 gennaio del 2007.
Il 4 gennaio del 2008, al termine del caucus dell'Iowa (primo test elettorale delle primarie democratiche), preferì ritirarsi dalla competizione elettorale a causa dello scarso risultato ottenuto (0,02%). Il 26 febbraio annunciò il suo sostegno alla candidatura di Barack Obama